# Fuchswiese bei Stettbach
Die Fuchswiese bei Stettbach ist ein Naturschutzgebiet in der Gemeinde Seeheim-Jugenheim, Gemarkung Ober-Beerbach in Südhessen. Es wurde am 9. September 2010 als Klein-Naturschutzgebiet durch den Landkreis Darmstadt-Dieburg mit einer Fläche von 1,6 Hektar ausgewiesen. Mit Verordnung vom 24. August 2013 wurde das Schutzgebiet auf etwa 3 Hektar erweitert.
Das Naturschutzgebiet Fuchswiese liegt nordwestlich vom Ortsteil Stettbach.
Schutzgrund ist der Erhalt der Feuchtwiesen, insbesondere als Lebensraum für die in ihrem Bestand gefährdeten Schmetterlingsarten Dunkler Wiesenknopf-Ameisenbläuling und Heller Wiesenknopf-Ameisenbläuling.
Diese Ameisen-Bläulinge nutzen zur Eiablage und auch als Raupenfutterpflanze zunächst den Großen Wiesenknopf. Im Herbst werden die jungen Raupen von Knotenameisen, deren Duft sie imitieren, in deren Ameisennester gebracht. Sie ernähren sich von der Ameisenbrut, bis sie sich im Frühjahr am Nestausgang verpuppen und im Juni als Falter schlüpfen. Um die Entwicklung der Bläulinge nicht zu gefährden, dürfen die Wiesen vom 1. Juni bis zum 31. August nicht gemäht werden. Ab Oktober ist eine Nachbeweidung der Flächen möglich.
Die Fuchswiese ist eine artenreiche Feuchtwiese, unter anderem kommt die Wespenspinne vor.
- Siehe auch Liste der Naturschutzgebiete im Landkreis Darmstadt-Dieburg